# Mavericks (surf)

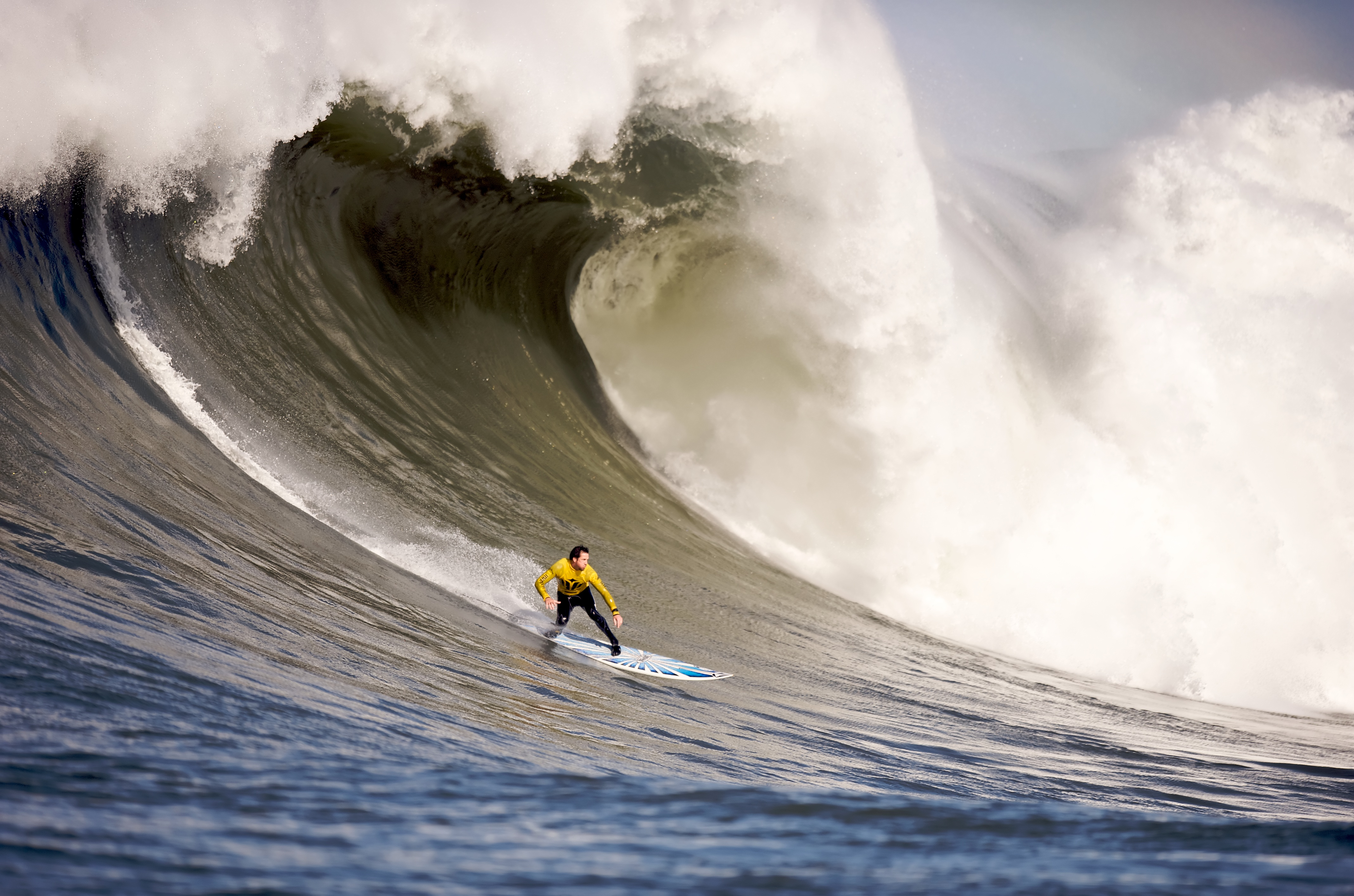
Grande onda al Mavericks

Maverick's, o Mavericks, è uno spot (in gergo, un sito in cui è possibile fare surf) per la pratica del surf situato al largo della costa nord della California, approssimativamente a 3 km dal porto di Pillar Point, nella Contea di San Mateo, a nord della Half Moon Bay nel villaggio di Princeton-by-the-Sea. A seguito di una tempesta invernale proveniente dal nord del Pacifico, le onde in questo punto possono superare gli 8 metri, fino ad altezze di 24 metri. La straordinaria altezza e potenza di queste onde è causata da un'inusuale conformazione rocciosa che si trova sul fondale marino.
Mavericks è la meta invernale di alcuni dei più grandi surfisti di onde giganti, che comprende un numero piuttosto ristretto di praticanti; di questi, solo una minima parte si azzarda a rischiare nelle pericolose condizioni marine che lo spot presenta. Ogni anno in inverno si tiene una competizione a cui si accede unicamente tramite invito da parte degli organizzatori, e si svolge quando le condizioni marine offrono le onde migliori.

## Origini del nome

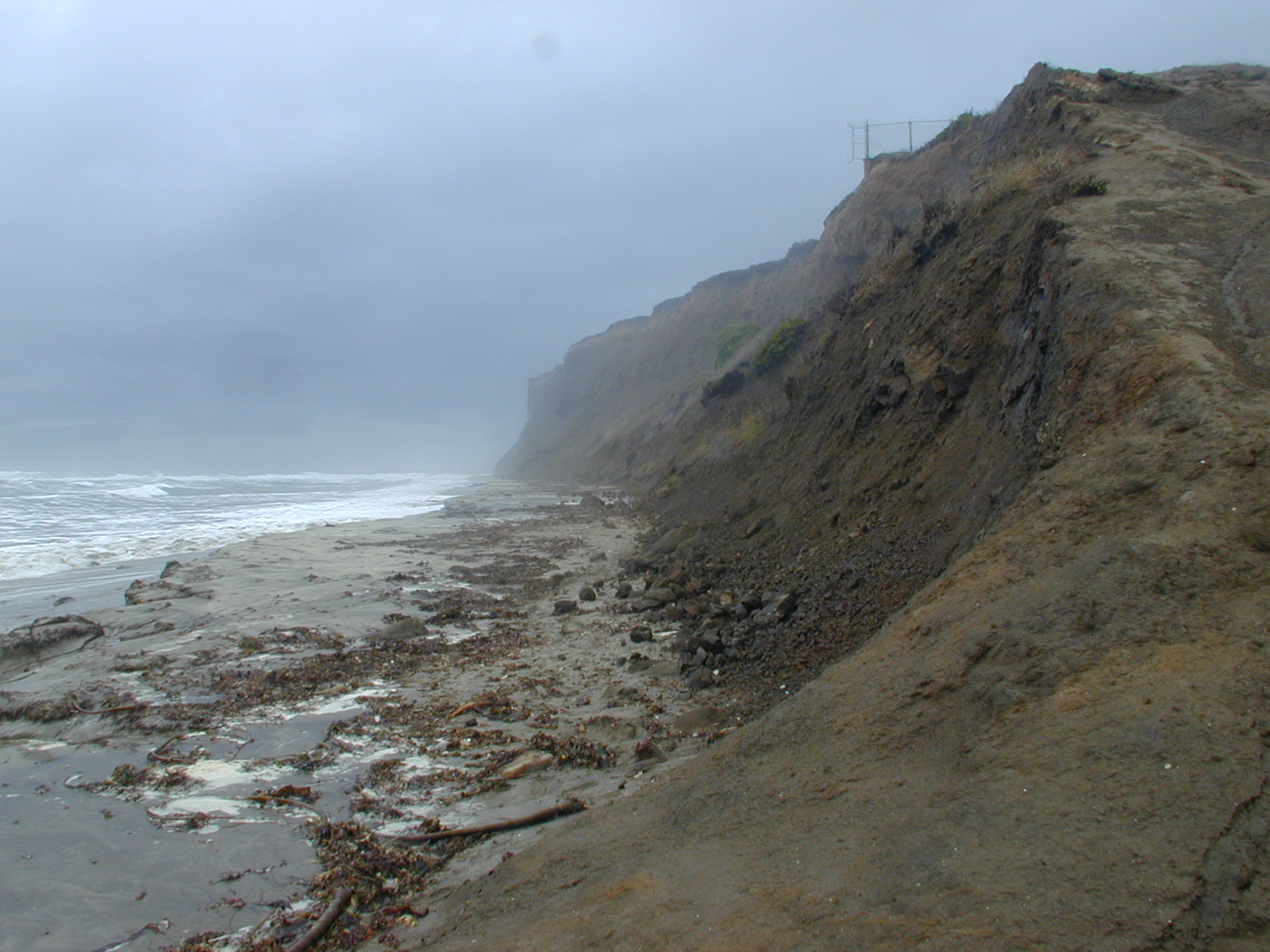
La costa di Pillar Point, al largo della quale si trova il Mavericks.

Nel marzo del 1961, i tre surfisti Alex Matienzo, Jim Thompson e Dick Knottmeyer decidono di andare alla scoperta delle onde al largo di Pillar Point. Con loro c'è un pastore svizzero bianco di nome Maverick, il cane di un compagno di stanza di Matienzo. Il cane era solito nuotare insieme al suo padrone o con Matienzo, mentre i due erano impegnati a cavalcare le onde.
I tre lasciano il cane sulla costa, ma Maverick nuota verso di loro e li raggiunge. Matienzo, accorgendosi delle pericolose condizioni del mare che avrebbero messo in pericolo l'animale, decide di riportarlo a riva e legarlo alla sua macchina. I tre surfisti decidono di chiamare il posto Maverick's point, poi semplicemente Maverick's.

## La morte di Mark Foo

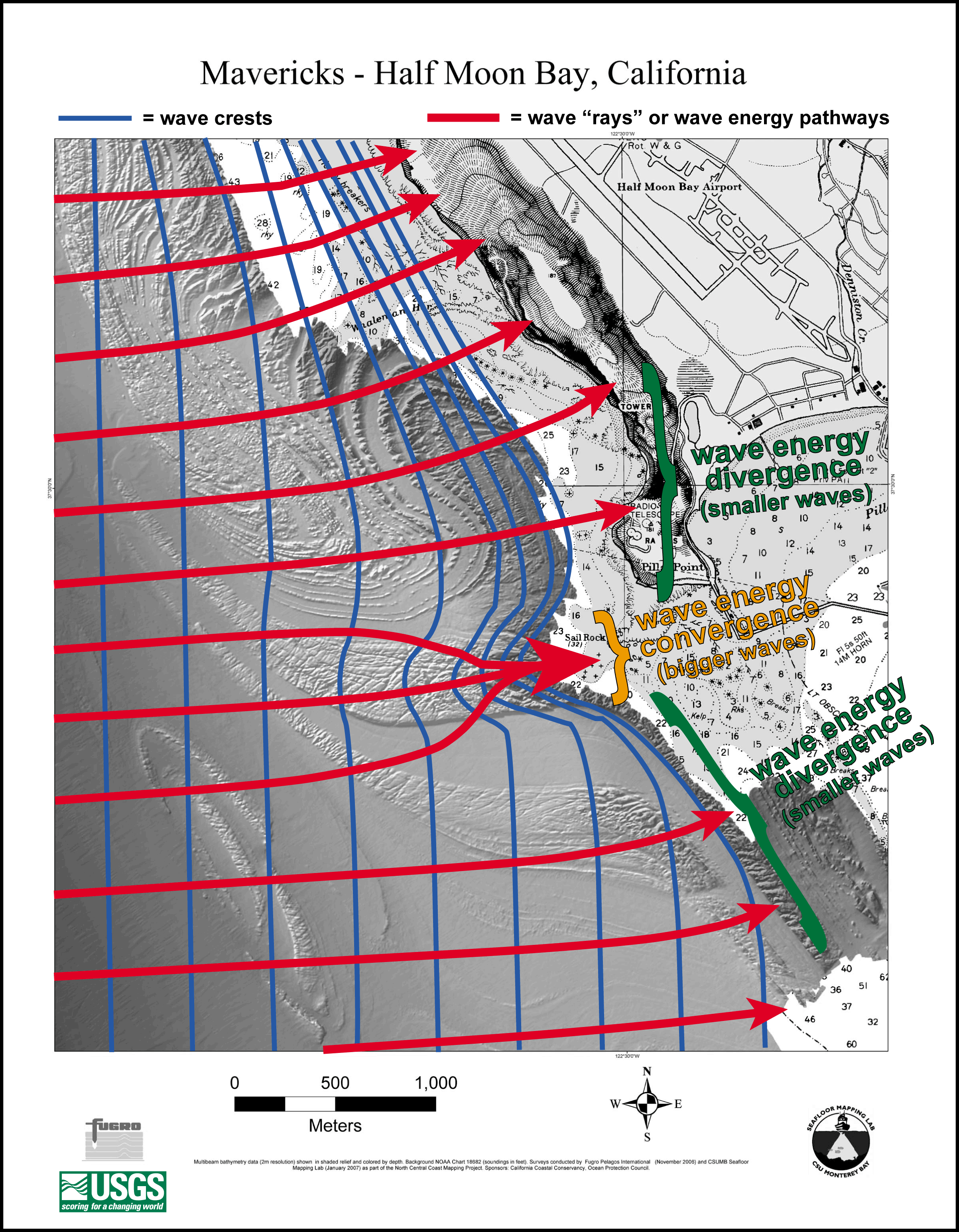
Effetti batimetrici sulle onde di Mavericks.

Il 23 dicembre del 1994, durante una grossa mareggiata, il surfista Mark Foo arriva con un volo notturno dall'isola di Oahu per affrontare le grandi onde di Mavericks. Sfortunatamente l'occasione sarà ricordata tragicamente a causa della morte del noto atleta, popolare surfista hawaiano di onde giganti. L'incidente fatale avviene nel tardo pomeriggio dello stesso giorno, quando Foo ritarda troppo un take off (manovra principale con la quale il surfista si alza in piedi sulla tavola) su un'onda di quasi 6 metri, cadendo rovinosamente nel ventre di questa.
È probabile che Foo sia stato colpito dalla sua stessa tavola, assicurata alla gamba tramite il leash (un laccio che serve per impedire al surfista di perdere l'attrezzo), perdendo conoscenza, e il leash stesso potrebbe essersi incastrato nelle rocce del fondale impedendo al corpo di tornare a galla, oppure il surfista, confuso nell'oscurità sotto l'acqua potrebbe aver nuotato nella direzione sbagliata anziché verso la superficie per cercare aria. Gli altri surfisti in acqua si accorgono solo dopo diversi minuti dell'assenza di Foo in superficie, e iniziano a cercarlo dappertutto. Il corpo di Mark viene ritrovato galleggiante alcune ore dopo sulla costa, con un pezzo della sua tavola ancora legato alla gamba.
L'incidente contribuì a dare al Mavericks la triste fama di spot mortale per i surfisti, ma ebbe il merito di dare vita alla formazione di una squadra che pattugliasse il luogo per salvaguardare i surfisti impegnati in quelle difficili condizioni.

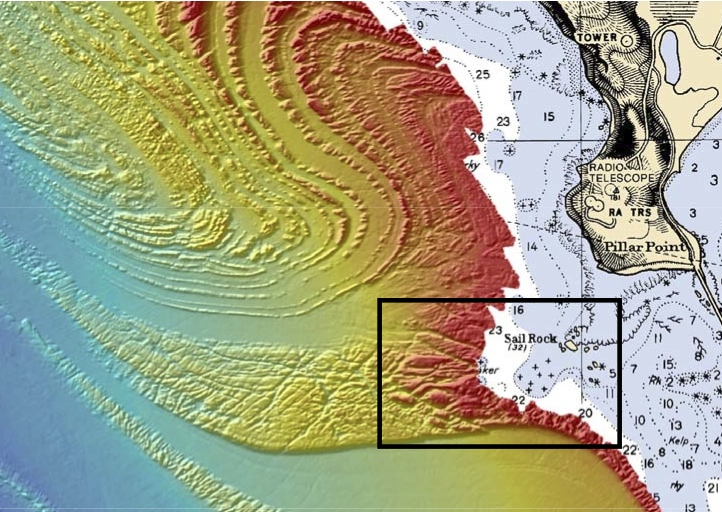
La lunga rampa sotto il fondale marino di Mavericks.

## La morte di Sion Milosky
Sion Milosky, un rinomato surfista di onde giganti, è morto nel Mavericks il 16 marzo del 2011 durante una sessione di surf. Sembra che Milosky, hawaiano di Kauai, sia annegato attorno alle 18:30 a causa di due ondate successive che lo hanno tenuto a lungo sotto l'acqua senza poter respirare. 20 minuti dopo l'incidente il corpo di Milosky venne ritrovato sulla costa di Pillar Point.
Milosky era ben noto nelle Hawaii, dove nel febbraio dello stesso anno aveva vinto un prestigioso riconoscimento, il North Shore Underground Surfer of the year, e aveva usato parte dei soldi guadagnati dal premio (25.000 $) per volare a Santa Cruz e affrontare le ultime mareggiate invernali del Mavericks.

## Competizioni del Mavericks
La prima competizione sportiva sulle onde giganti del Mavericks si è tenuta nel 1999, con la vittoria di Darryl Virostko. L'edizione del 2009 è saltata a causa della scarsa mareggiata presente quell'anno, e nel 2010 venne messo in palio il montepremi più alto della storia della competizione, 150.000 $, vinto dal sudafricano Chris Bertish.
L'edizione del 2011 vide competere oltre a 23 tra i migliori surfisti di onde giganti provenienti da tutto il mondo, anche Kelly Slater, l'11 volte campione dell'ASP World Tour.

## Conformazione del fondale marino di Mavericks
La mappa del fondale marino di Mavericks mostra il motivo per il quale in quel punto si possono formare le caratteristiche grandi onde.
Una lunga rampa inclinata sottomarina conduce verso la superficie in cui si forma la cresta dell'onda; la presenza di questa rampa rallenta la propagazione delle onde in direzione della costa, di conseguenza aumentandone l'altezza. A causa delle peculiarità della rampa sottomarina, che forma due ventri d'onda convergenti, l'onda assume una forma a "V" con le due estremità che devono procedere ad alta velocità in senso convergente fino a infrangersi nella ridotta parte centrale scaricando così l'enorme energia accumulata.
Le immagini sottostanti permettono di apprezzare visivamente l'effetto risultante.

## Filmografia
Chasing Mavericks - Sulla cresta dell'onda (Chasing Mavericks) è un film del 2012 co-diretto da Curtis Hanson e Michael Apted, incentrato sulla storia vera del surfista Jay Moriarity (1978-2001)

## Galleria d'immagini

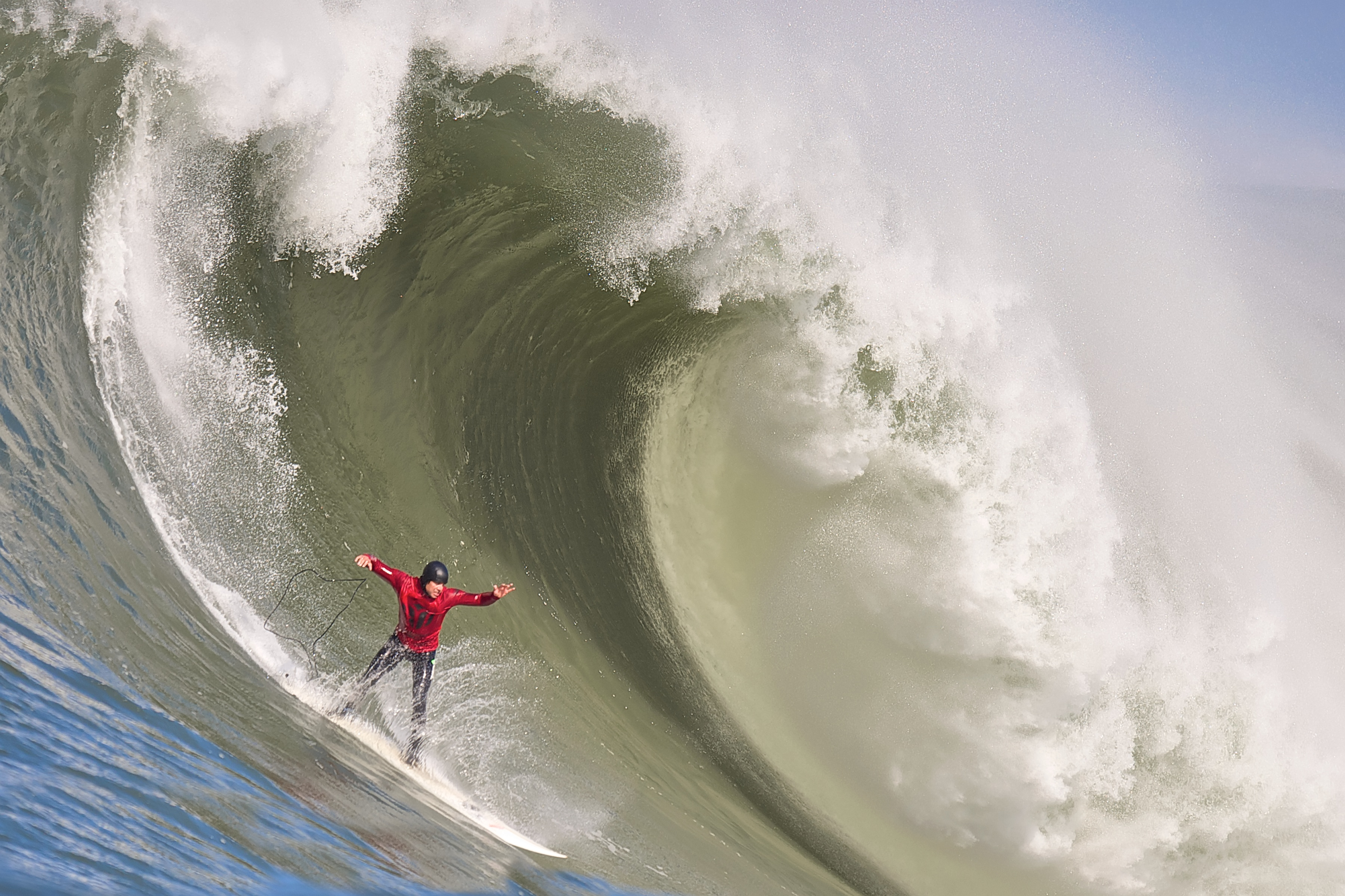
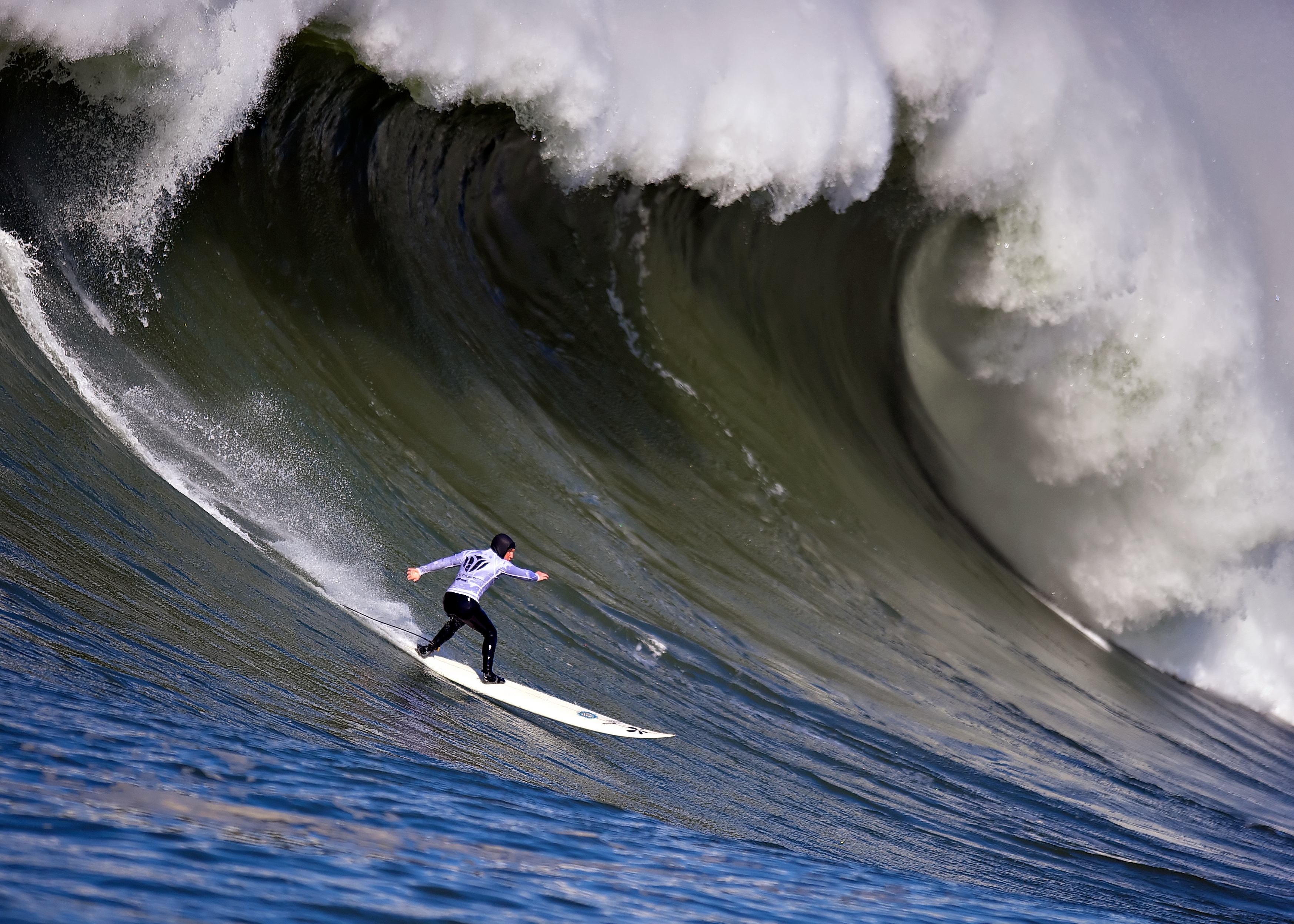
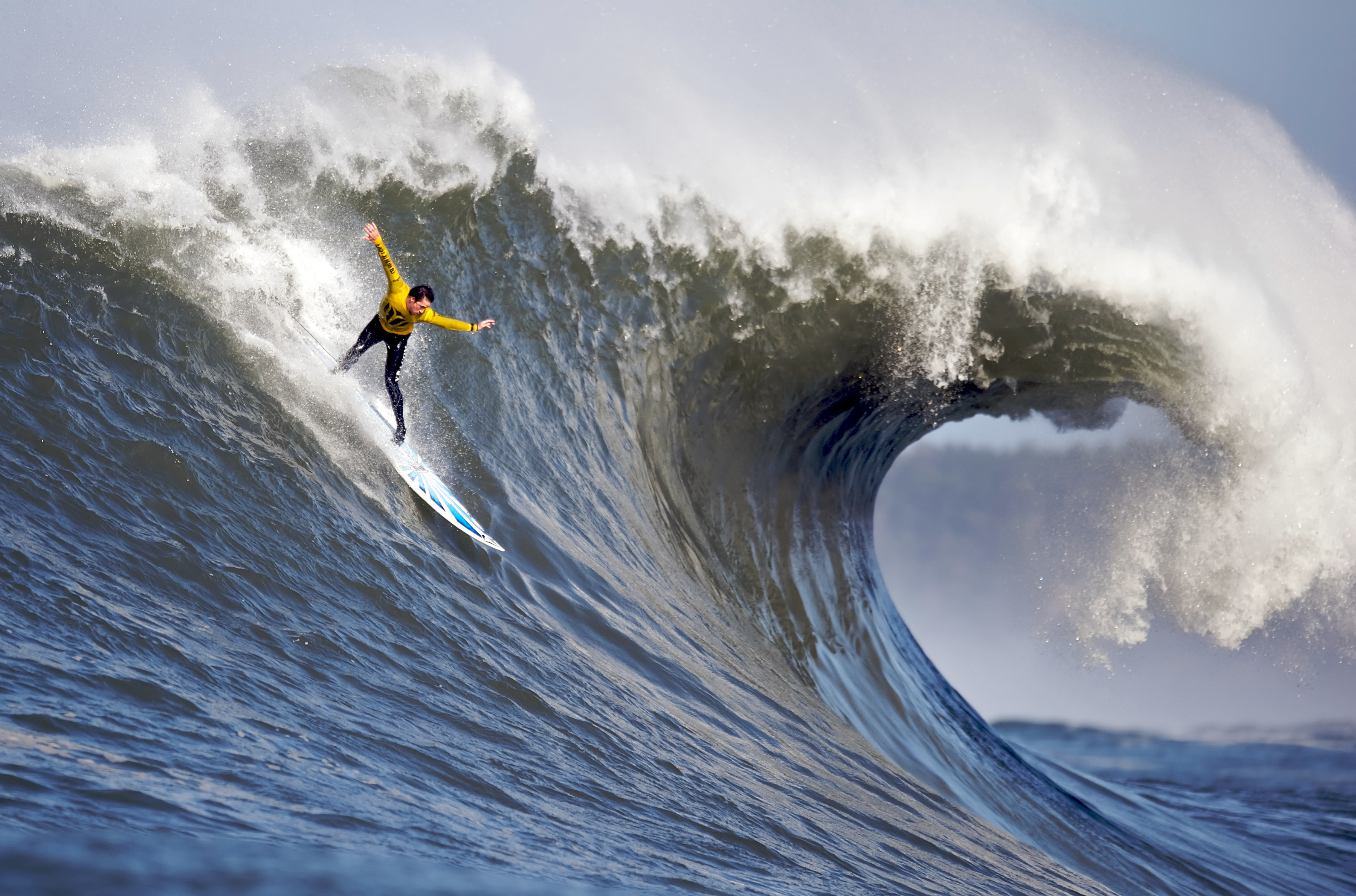
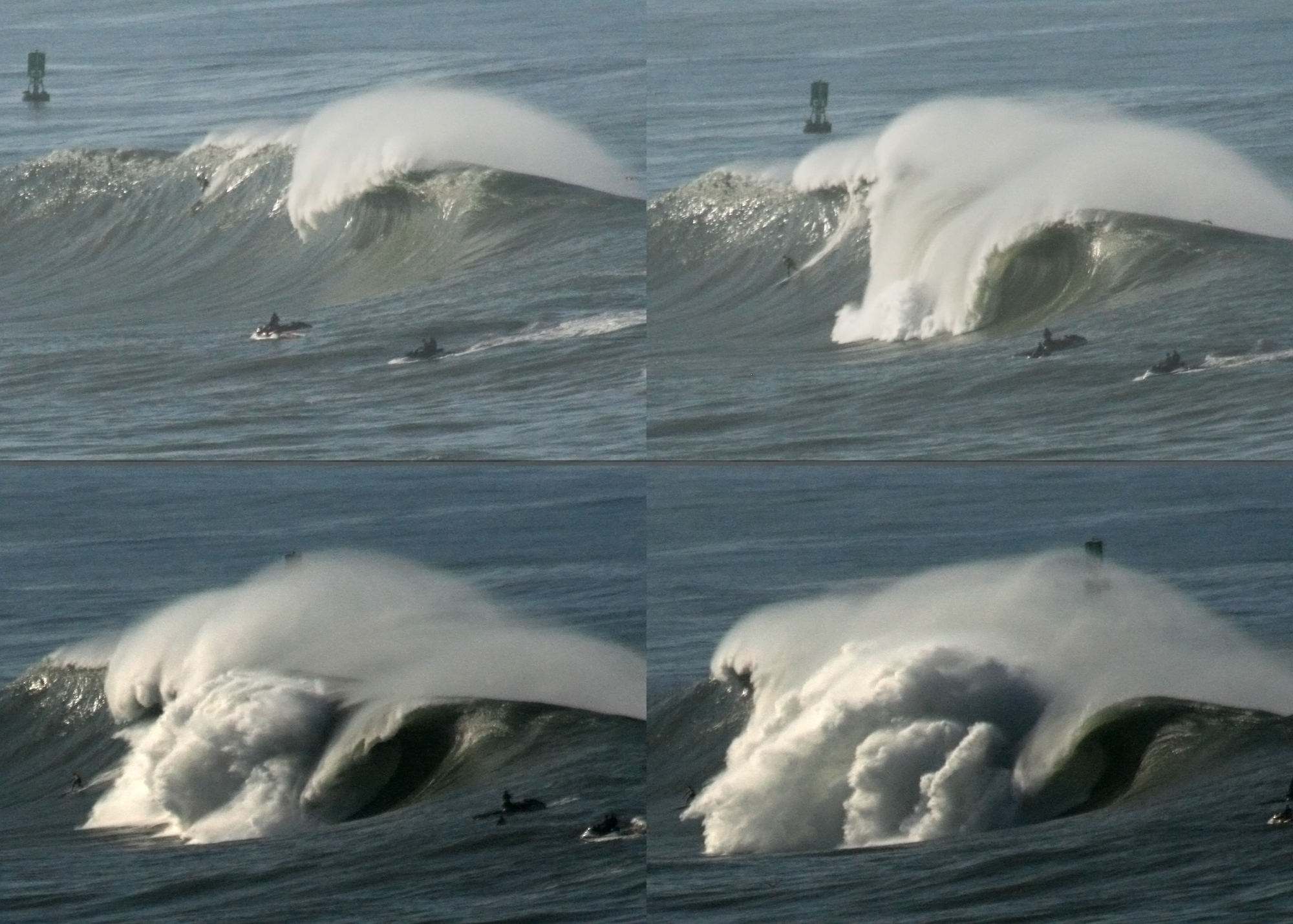
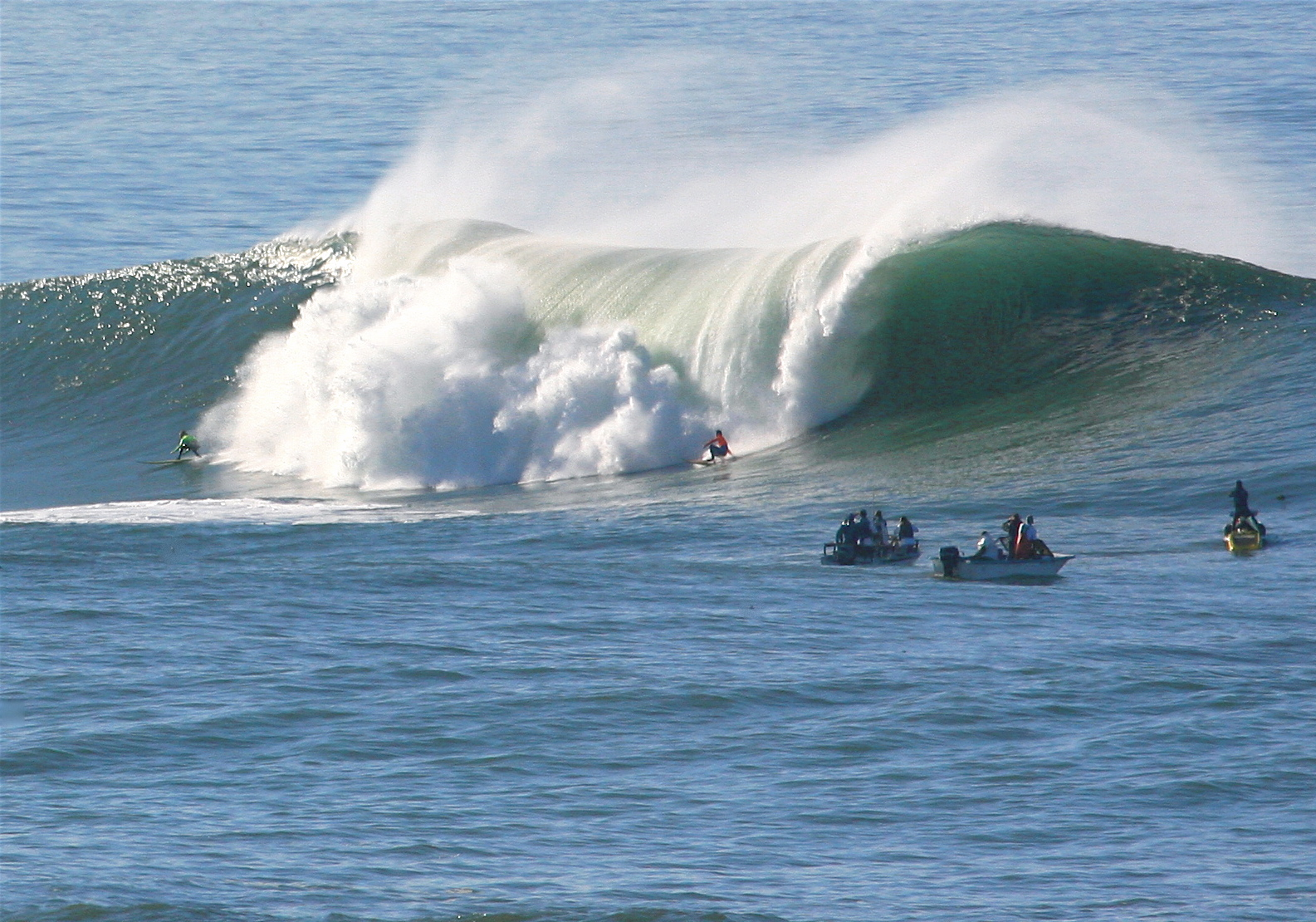